# Saskia De Coster

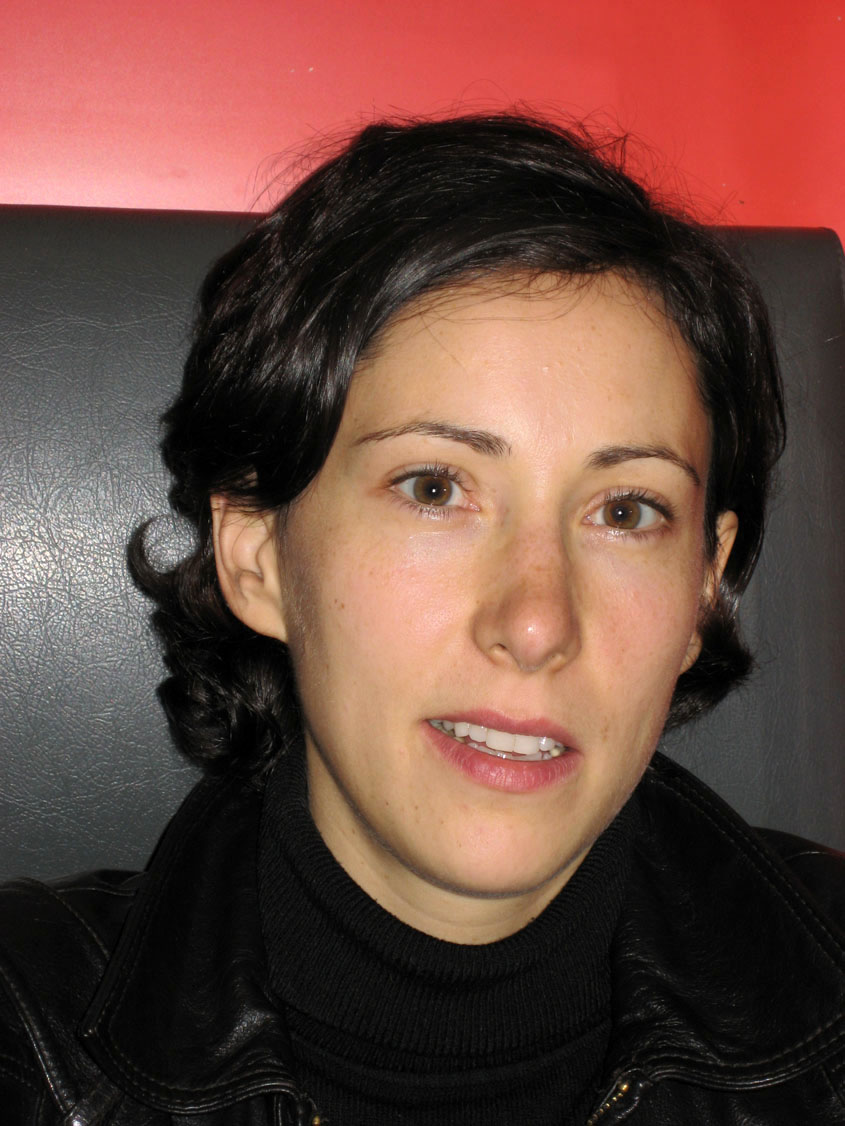
Saskia de Coster

Saskia A. J. de Coster (* 1976 in Löwen) ist eine belgische Schriftstellerin.

## Leben
De Coster begann früh zu schreiben, gewann mit elf Jahren einen landesweiten Schreibwettbewerb und 1989 den Wettbewerb "Junior Journalist". Von 1994 bis 1998 studierte sie Germanische Sprachen an der Katholieke Universiteit Leuven und machte 1999 in Vancouver einen Master in Literaturwissenschaft.
Im Jahr 2000 erschien ihr erstes Werk „Onder elkaar“. Daneben ist sie als bildende und Videokünstlerin tätig. 2002 folgte ihr Romandebüt mit der Novelle „Vrije val“. Im selben Jahr wurde sie von der niederländischen Literaturzeitschrift De Brakke Hond in den Sammelband „Mooie jonge honden: nieuw Vlaams literair talent“ aufgenommen. 
De Coster ist als Journalistin unter anderem für De Morgen tätig und schreibt Texte für Theater und Bands. Sie ist Redaktionsmitglied der Literaturzeitschrift DWB. Mit Arno Geens entwarf sie 2007 einen Zebrastreifen in Hasselt, betitelt „Oversteekplaats voor huisdieren“, der Textpassagen in schwarzer Farbe auf den weißen Streifen enthält. 
De Coster wurde von der Katholieke Universiteit Leuven mit dem Interuniversitaire Literaire Prijs ausgezeichnet. Sie wurde nominiert für den BNG-Literatuurprijs 2006 und 2007 und den SABAMprijs 2008. Für ihren Roman Dit is van Mij wurde sie für den Literaturpreis Gouden Uil nominiert.
Am 20. September 2008 veröffentlichte De Standaard einen Leserbrief des ehemaligen Vorsitzenden des Boerenbond, Noël Devisch, in dem Kritik an einem Beitrag des amtierenden Vorsitzenden, Piet Vanthemsche, über Fleischproduktion und -konsum geäußert wurde. De Coster gab später zu, dass der Brief nicht von Devisch, sondern von ihr verfasst worden war. Der Beitrag sei als Scherz gemeint gewesen und sie sei nicht davon ausgegangen, dass der Leserbrief tatsächlich Devisch zugeschrieben werden würde. Devisch verklagte de Coster und De Standaard beendete die Zusammenarbeit mit de Coster, die zu diesem Zeitpunkt eine monatliche Kolumne für die Zeitung verfasste.

## Werke
- Vrije Val (2002).
- Jeuk (2004).
- Eeuwige Roem (2006).
- Held (2007).
- Dit is van Mij (2009).
- Zusjes (2012)
- Wij en ik. Prometheus 2013.
- Wat alleen wij horen (2015)
  - Wir und ich, aus dem Niederländischen von Isabel Hessel, Tropen, 2016.
- Nachtouders (2019)
  - Eine echte Mutter, aus dem Niederländischen von Isabel Hessel, Tropen, 2020.
- De weddenschap (2020)